# S/S Heinävesi

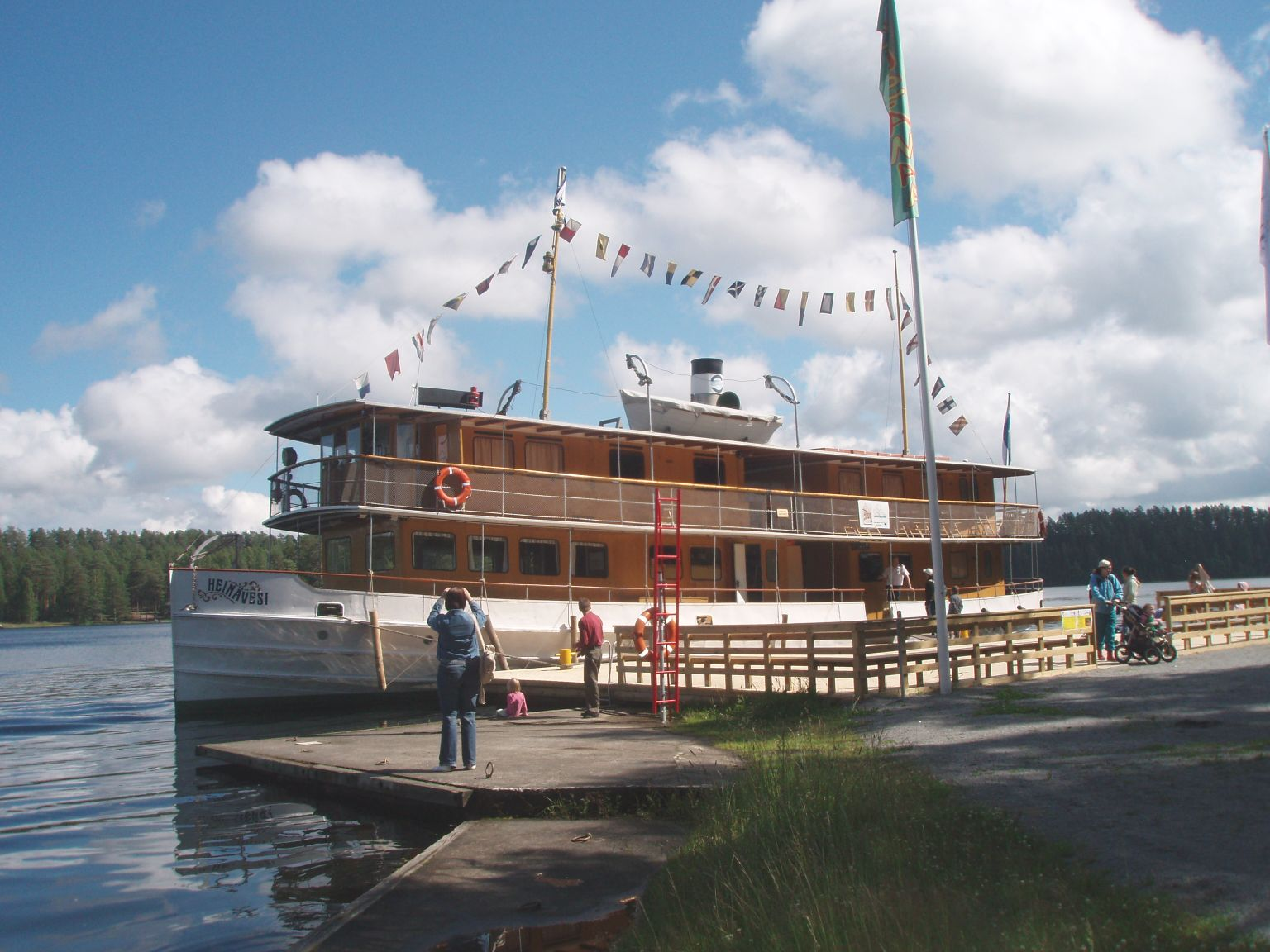
S(S Heinävesi 2008

S/S Heinävesi är ett finländskt ångdrivet passagerarfartyg som trafikerar Saimen.
S/S Heinävesi byggdes 1906 på Paul Wahl & Co:s varv i Varkaus. Hon har sedan dess trafikerat Saimen, numera på sträckan Nyslott - Punkaharju.
Hon var tidigare vedeldad men byggdes om till oljeeldning 1965.